# Măgureni
Măgureni è un comune della Romania di 6 598 abitanti, ubicato nel distretto di Prahova, nella regione storica della Muntenia. 
Il comune è formato dall'unione di 3 villaggi: Cocorăștii Caplii, Lunca Prahovei, Măgureni.